# Nikołaj Szylling

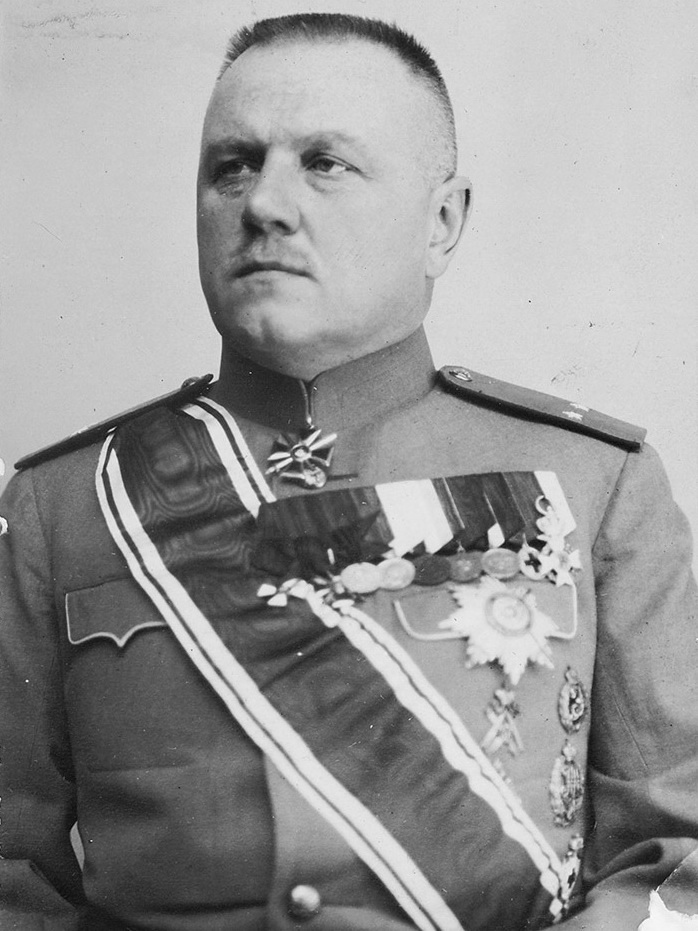
Nikołaj Szylling

Nikołaj Nikołajewicz Szylling (ur. 16 grudnia 1870 r., zm. 1946 w Pradze) – rosyjski generał, podczas wojny domowej w Rosji walczący w szeregach białych. W 1919 r. gubernator obwodu noworosyjskiego Sił Zbrojnych Południa Rosji. Od 1920 r. na emigracji.

## Życiorys

### Kariera wojskowa w Imperium Rosyjskim
Ukończył Mikołajowski Korpus Kadetów w 1888 r. i 1 Pawłowską szkołę wojskową w 1890 r. Służył w Izmajłowskim pułku lejbgwardii, w 1909 r. uzyskując awans na pułkownika. Od 1913 r. był dowódcą 5 finlandzkiego pułku strzelców, na czele którego uczestniczył następnie w I wojnie światowej. W 1914 r. został odznaczony orderem św. Jerzego IV stopnia za odwagę wykazaną podczas bitwy w pobliżu wioski Olszknoki. Od marca do lipca 1916 r. dowodził brygadą 2 finlandzkiej dywizji strzeleckiej, otrzymując wcześniej awans na stopień generała porucznika. Od lipca 1916 r. do maja 1917 r. dowodził Izmajłowskim pułkiem lejbgwardii, zaś od maja 1917 r. - 17 korpusem armijnym. 

### Wojna domowa w Rosji
Bezpośrednio po rewolucji październikowej znajdował się w Kijowie. W grudniu 1918 r. dołączył w Jekaterynodarze do Armii Ochotniczej. Dowodził 5 dywizją piechoty wchodzącej w skład korpusu Krymsko-Azowskiego, był ranny w bitwie na przesmyku Ak-Manajskim w kwietniu 1919 r. Następnie od czerwca do sierpnia 1919 r. dowodził 3 korpusem armijnym. Latem 1919 r. Siły Zbrojne Południa Rosji opanowały znaczną część Ukrainy; ich głównodowodzący gen. Anton Denikin spodziewał się w ten sposób zabezpieczyć sobie najkrótszą drogę do Moskwy, a równocześnie korzystać z zasobów tych obszarów. Między końcem czerwca a końcem sierpnia 1919 r. biali zdobyli obszar od Połtawy i Jekaterynosławia do Odessy, zajętej 23 sierpnia. Szylling dowodził wojskami białych, które wkroczyły do Chersonia i Mikołajowa. Na zajętych terytoriach Denikin utworzył trzy gubernie wojskowe: kijowską, charkowską i noworosyjską, stawiając Szyllinga na czele ostatniej. W listopadzie 1919 r. pod jego komendą, oprócz sił białej Noworosji, znalazły się również oddziały dawnej guberni kijowskiej, które wycofały się przed czerwonymi z Kijowa na Krym. Od grudnia 1919 r. do marca 1920 r. był dowódcą wojsk Noworosji i Krymu. 22 października 1919 r. pokonał oddziały Armii Czynnej UNR na prawym brzegu Dniepru i zajął węzeł kolejowy w Żmerynce, a następnie także Mohylów Podolski i Płoskirów.  
Dwa dni po tych wydarzeniach biali - na innym odcinku frontu - ponieśli klęskę pod Woroneżem, a następnie przegrali kluczową bitwę o węzeł kolejowy Kastornoje, co oznaczało załamanie się ich planów marszu na Moskwę. Siły Zbrojne Południa Rosji od tej pory jedynie cofały się na południe. 31 grudnia 1919 r. Denikin nakazał Szyllingowi za wszelką cenę bronić zarówno Krymu, jak i głównego miasta w guberni noworosyjskiej - Odessy. Szylling był zdania, że plan ten jest nierealny i zamierzał skierować całość swoich wojsk na Krym. Denikin został jednak przekonany przez Brytyjczyków i Francuzów, że upadek Odessy wywrze fatalne wrażenie na zachodniej opinii publicznej. Oba państwa wspierające białych obiecały dalszą pomoc i ewentualnie wsparcie w organizacji ewakuacji. Szylling skierował wówczas swoje najlepsze oddziały pod dowództwem gen. Jakowa Słaszczowa na Krym, sam zaś podjął próbę organizacji obrony Odessy i najbliższego regionu, jedynie na czele dawnych oddziałów z guberni kijowskiej. Nie udało mu się zmobilizować ani miejscowych Niemców, wcześniej sprzyjających białym, ani żyjących w Odessie dawnych carskich oficerów. Za sprawą nieustannych ataków ukraińskich oddziałów chłopskich oraz oddziałów czerwonych 12 i 13 Armii obszar kontrolowany przez Szyllinga nieustannie się kurczył. Po zdobyciu przez czerwonych Mariupola i Taganrogu 6 stycznia 1920 r. jego siły zostały niemal całkowicie odcięte od trzonu Sił Zbrojnych Południa Rosji, utrzymując z nimi jedynie niepewne połączenie przez Półwysep Tamański i Noworosyjsk. W końcu stycznia 1920 r. panował jedynie nad Odessą i jej najbliższymi okolicami. Wobec nieuchronnej klęski i wkroczenia czerwonych do miasta, Szylling dał rozkaz ewakuacji sił białych, nie uzyskał jednak oczekiwanej pomocy Brytyjczyków: przewieźli oni na Krym jedynie część żołnierzy Denikina, pozostałym, pod komendą gen. Bredowa, polecili odejść do Rumunii (która odmówiła ich przyjęcia). 26 stycznia Szylling dotarł do Sewastopola.  

### Na emigracji
18 marca 1920 r. na Krymie został oficjalnie przeniesiony do rezerwy w związku z likwidacją sił zbrojnych białej Noworosji. W tym samym roku emigrował do Czechosłowacji i tam osiadł. Pisał do rosyjskiej prasy emigracyjnej, głównie do pisma "Czasowoj". Przez pewien czas był również przewodniczącym miejscowego oddziału Zagranicznego Związku Rosyjskich Inwalidów Wojennych.
W 1945 r. został aresztowany przez NKWD po wejściu Armii Czerwonej do Pragi, jednak z powodu podeszłego wieku i złego stanu zdrowia został szybko zwolniony. Zmarł na początku roku następnego i został pochowany w cerkwi Zaśnięcia Matki Bożej na Cmentarzu Olszańskim w Pradze.